# Bollion
Bollion est une localité et une ancienne commune suisse du canton de Fribourg, située dans le district de la Broye.

## Histoire
Le 1er janvier 2006 la fusion entre les trois anciennes communes de Bollion, Lully et Seiry est entrée en vigueur. La nouvelle commune porte le nom de Lully.

## Population

### Gentilé et surnom
Les habitants de la localité se nomment les Bollionnais.
Ils sont surnommés lè Caïon, soit les cochons en patois fribourgeois.

### Démographie
La commune compte 74 habitants en 1811, 148 en 1850, 158 en 1860, 143 en 1900, 105 en 1950, 67 en 1970 et 127 en 2000.